# Changement climatique en république du Congo
Le changement climatique en république du Congo a un impact significatif sur la République du Congo ainsi que sur la région de l'Afrique centrale.  

## Contexte
Le climat de la République du Congo est un climat tropical, avec deux saisons principales : une longue saison des pluies de mars à mai, une courte saison de pluie d'octobre à décembre et une longue saison sèche de mai à octobre.  
Le pays est situé dans une région qui est particulièrement vulnérable aux effets du changement climatique. Les effets du changement climatique dans la région comprennent des sécheresses plus fréquentes, des inondations, des tempêtes plus violentes, une élévation du niveau de la mer, une diminution de la biodiversité et une augmentation des maladies liées à la chaleur. Ces effets ont des conséquences négatives sur l'agriculture, la sécurité alimentaire, la santé humaine, la biodiversité et l'économie de la région. Les gouvernements et les organisations internationales travaillent ensemble pour atténuer les effets du changement climatique et pour aider les communautés à s'adapter aux changements environnementaux.
L'atténuation et l'adaptation au changement climatique sont des préoccupations majeures pour la République du Congo, qui comprend une part importante de la forêt tropicale du bassin du Congo et dépend fortement de ses ressources naturelles pour son économie,. 

## Les émissions de gaz à effet de serre

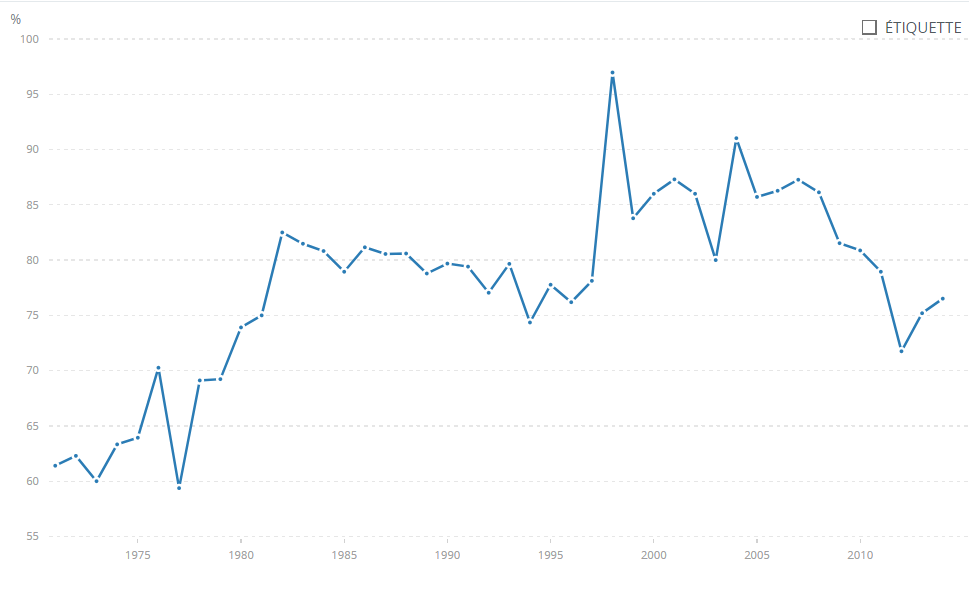
Émissions de CO2 attribuables au transport (% de la combustion totale de carburants) - Congo, Rep

La République du Congo est un pays qui contribue relativement peu aux émissions mondiales de gaz à effet de serre (GES). Selon les données de la Banque mondiale, les émissions de CO2 du pays étaient d'environ 1,2 million de tonnes en 2014, ce qui représente environ 0,003% des émissions mondiales. 
Cependant, il est important de noter que la déforestation et la dégradation des forêts sont des sources importantes d'émissions de GES en République du Congo. 
Cependant, le changement climatique de la République du Congo subit actuellement des effets. Selon les rapports du Groupe d'experts intergouvernemental sur l'évolution du climat (GIEC) sur les conséquences d’un réchauffement planétaire de 1,5 °C,, la température moyenne de la République du Congo a augmenté de 0,7°C au cours des 50 dernières années, et devrait continuer à augmenter à un rythme plus rapide que la moyenne mondiale. Cette hausse de température a entraîné une modification des régimes de pluie et des périodes de sécheresse plus fréquentes et plus intenses. 
Le pays abrite une grande partie de la forêt du bassin du Congo, qui est la deuxième plus grande forêt tropicale du monde après l'Amazonie. La déforestation et la dégradation des forêts peuvent libérer des quantités importantes de CO2 dans l'atmosphère. Le gouvernement congolais a pris des mesures pour lutter contre la déforestation et la dégradation des forêts, notamment en lançant un programme de réduction des émissions de carbone causées par la déforestation et la dégradation des forêts (REDD+). Le pays a également signé l'Accord de Paris sur le climat en 2016 et s'est engagé à réduire ses émissions de GES de 22% d'ici 2030 par rapport aux niveaux de 2010.

## Impact sur le milieu naturel

### Changements de température
Les températures plus élevées à un impact sur les écosystèmes, en particulier les forêts tropicales, qui sont sensibles aux changements de température et d'humidité. Les forêts tropicales en République du Congo sont importantes pour la régulation du climat, la protection des sols et la fourniture d'eau douce. 
Les températures plus élevées entraînent une augmentation de la fréquence et de l'intensité des feux de forêt, ce qui peut avoir un impact sur la biodiversité et les services écosystémiques fournis par les forêts. 
Les changements de température peuvent affecter l'agriculture et la pêche, tandis que les événements climatiques extrêmes, tels que les inondations et les sécheresses ont un impact sur les communautés vulnérables,.

### Le niveau de la mer monte
La montée des eaux ont des conséquences graves pour les communautés côtières, les écosystèmes marins et les infrastructures côtières.
Les zones côtières  sont particulièrement vulnérables à la montée des eaux,   car elles sont basses et plates. Les effets de la montée des eaux peuvent inclure l'érosion côtière, l'inondation des terres, la salinisation des sols et des eaux souterraines. Il est donc important de prendre des mesures pour réduire les émissions de gaz à effet de serre et pour s'adapter aux effets du changement climatique.

### Impact sur les ressources en eau
Le changement climatique a un impact significatif sur les ressources en eau.le changement climatique entraîne une diminution des précipitations et une augmentation de l'évaporation, ce qui pourrait réduire la disponibilité des ressources en eau douce.
En ce qui concerne les ressources en eau, le changement climatique a des conséquences sur la disponibilité et la qualité de l'eau en République du Congo. Selon les données de la Banque mondiale, la pluviométrie annuelle moyenne en République du Congo a diminué de 2,5% entre 1960 et 2017. Cette diminution de la pluviométrie a des conséquences sur la disponibilité de l'eau, en particulier pour l'agriculture et l'élevage. De plus, la qualité de l'eau peut être affectée par les inondations et les températures élevées, ce qui peut entraîner une contamination des sources d'eau. 
Les températures plus élevées entraînent une augmentation de la prolifération d'algues et de bactéries, ce qui peut affecte la qualité d'eau potable.Il est donc important de prendre des mesures pour protéger les ressources en eau en République du Congo. Cela peut inclure la mise en place de politiques de gestion de l'eau. En prenant ces mesures, il est possible de protéger les ressources en eau et de garantir leur disponibilité pour les générations futures.

### Écosystèmes
Le changement climatique a un impact significatif sur l'écosystème en République du Congo. Les scientifiques prévoient que le changement climatique pourrait entraîner une augmentation des températures, une diminution des précipitations et une augmentation des événements météorologiques extrêmes tels que les sécheresses, les inondations et les tempêtes.
En outre, la République du Congo est confrontée à des problèmes de déforestation et de dégradation des forêts, qui sont des sources importantes d'émissions de gaz à effet de serre. Selon les données de la FAO, la superficie forestière totale en République du Congo a diminué de 1,1% entre 2010 et 2020. Cette déforestation a des conséquences sur la biodiversité, la qualité de l'air et la régulation du climat. 
En prenant ces mesures, il est possible de protéger l'écosystème et de garantir sa durabilité pour les générations futures.

## Impacts sur les personnes

### Impacts économiques
Le changement climatique peut avoir un impact économique significatif sur la République du Congo. Les changements dans les précipitations et les températures peuvent affecter la production agricole, entraînant une diminution des rendements et une augmentation des prix des denrées alimentaires. Les événements météorologiques extrêmes tels que les inondations et les sécheresses peuvent également causer des pertes économiques importantes, notamment en détruisant les cultures et les infrastructures. 
Cependant, ces coûts peuvent être compensés par les avantages économiques à long terme d'une économie plus durable et résiliente.

### Impacts sur la santé
Les changements de température et de précipitations peuvent affecter la qualité de l'air et de l'eau, ce qui peut entraîner une augmentation des maladies respiratoires et des maladies liées à l'eau. Les événements météorologiques extrêmes tels que les inondations et les sécheresses peuvent également avoir des conséquences sur la santé, notamment en augmentant le risque de maladies infectieuses et de malnutrition. De plus, la dégradation de l'environnement peut avoir des effets néfastes sur la santé des populations locales. La pollution de l'air et de l'eau peut entraîner des maladies respiratoires, des maladies cardiovasculaires et des cancers. 

## Société et culture
Les communautés locales en république du congo dépendent souvent de l'environnement pour leur subsistance, leur culture et leur identité. Les changements environnementaux a des conséquences sur les modes de vie, les traditions et les croyances des populations locales. 
De plus, le changement climatique peut avoir des effets sur la santé des populations en République du Congo. Selon les données de l'OMS, les maladies liées à l'eau, telles que la diarrhée, sont la deuxième cause de mortalité en République du Congo. Le changement climatique peut aggraver cette situation en affectant la qualité de l'eau et en augmentant le risque de maladies liées à l'eau. Le changement climatique peut également avoir des conséquences sur la culture en République du Congo.  
Les communautés locales dépendent généralement des ressources naturelles pour leur subsistance et leur culture. Selon les données de la Banque mondiale, le secteur agricole représente environ 5% du PIB en République du Congo. Les changements climatiques affectent la production agricole, ce qui peut avoir des réactions sur l'économie du pays. 

## Voir également